# Cyphostemma wittei
Cyphostemma wittei là một loài thực vật hai lá mầm trong họ Nho. Loài này được (Staner) Wild & R.B.Drumm. miêu tả khoa học đầu tiên năm 1961.